# Eric Strobel
Eric Martin Strobel (* 5. Juni 1958 in Rochester, Minnesota) ist ein ehemaliger US-amerikanischer Eishockeyspieler, der im Verlauf seiner aktiven Karriere zwischen 1976 und 1980 unter anderem mit der US-amerikanischen Nationalmannschaft bei den Olympischen Winterspielen 1980 die Goldmedaille gewann.

## Karriere
Strobel wuchs in Rochester auf und machte seinen Abschluss an der Mayo High School. Ab 1976 spielte er für die Golden Gophers an der University of Minnesota und gewann 1979 die nationale College-Meisterschaft der National Collegiate Athletic Association (NCAA). Beim NHL Amateur Draft 1978 wurde er von den Buffalo Sabres aus der National Hockey League (NHL) in der achten Runde und an der 133. Position ausgewählt. Allerdings spielte er nie für die Sabres. Nachdem er eine Saison im Farmteam der Sabres bei den Rochester Americans in der American Hockey League (AHL) gespielt hatte und sich während der Playoffs das Bein gebrochen hatte, beendete er seine Karriere als professioneller Eishockeyspieler und kehrte nach Minnesota zurück.
Besondere Bekanntheit erlange Strobel bei den Olympischen Winterspielen 1980, als er mit der US-Eishockeymannschaft beim sogenannten „Miracle on Ice“ überraschend die Goldmedaille gewann.

## Erfolge und Auszeichnungen
| - 1979 WCHA First All-Star Team - 1979 NCAA-Division-I-Championship mit der University of Minnesota - 1980 Sports Illustrated Sportsman of the Year (als Mitglied der Olympiamannschaft von 1980) | - 1983 Aufnahme in die United States Olympic & Paralympic Hall of Fame (als Mitglied der Olympiamannschaft von 1980) - 2003 Aufnahme in die United States Hockey Hall of Fame (als Mitglied der Olympiamannschaft von 1980) |

### International
- 1980 Goldmedaille bei den Olympischen Winterspielen

## Karrierestatistik

### International
Vertrat die USA bei:
- Weltmeisterschaft 1979
- Olympischen Winterspielen 1980

(Legende zur Spielerstatistik: Sp oder GP = absolvierte Spiele; T oder G = erzielte Tore; V oder A = erzielte Assists; Pkt oder Pts = erzielte Scorerpunkte; SM oder PIM = erhaltene Strafminuten; +/− = Plus/Minus-Bilanz; PP = erzielte Überzahltore; SH = erzielte Unterzahltore; GW = erzielte Siegtore; 1 Play-downs/Relegation; Kursiv: Statistik nicht vollständig)